# Unfaithful
Unfaithful (pl. Niewierna) – piosenka R&B napisana przez: Ne-Yo, Tor Erik Hermansen i Mikkel S. Eriksen na drugi studyjny album Rihanny, A Girl Like Me (2006). Utwór został wyprodukowany przez Stargate i wydany jako drugi singel z krążka. W większości krajów świata piosenka zajmowała miejsca #1 natomiast w innych – na podobnych, wysokich pozycjach. Dzięki swojej popularności singel otrzymał złoto.

## Teledysk
Piosenka opowiada o kobiecie, która jest w związku z mężczyzną, z którym jest szczęśliwa, jednak wdaje się w romans z innym wybrankiem. Dziewczyna mówi o tym jak skrzywdziła swojego partnera i żałuje romansu.
Większość amerykańskich stacji radiowych, należących głównie do Clear Channel, odtwarzała edytowaną wersję piosenki, w której wycięto słowa „gun and” z fragmentu o następującej treści „I might as well take a gun and put it to his head. Get it over with...”.
Rihanna przyznała 26 sierpnia 2006, że hit „Unfaithful” został oparty na jej miłości z 14. roku życia. Dodała też, że nie była to miłość fizyczna.
Utwór i teledysk wydają się bazować na filmie Niewierna (ang. Unfaithful) z roku 2002, w którym główne role odgrywają Diane Lane oraz Richard Gere.

## Formaty i lista utworów singla
| Lp.                       | Tytuł                                | Czas |
| ------------------------- | ------------------------------------ | ---- |
| Europejski CD Maxi-Singel |                                      |      |
| 1.                        | "Unfaithful" (Album Version)         | 3:48 |
| 2.                        | "Unfaithful" (Tony Moran Radio Mix)  | 4:21 |
| 3.                        | "Unfaithful" (Instrumental)          | 3:34 |
| X.                        | "Unfaithful" (Video)                 |      |
| UK CD Singel              |                                      |      |
| 1.                        | "Unfaithful" (Album Version)         | 3:48 |
| 2.                        | "SOS" (Moto Blanco Remix)            | 5:14 |
| Holenderski CD Singel     |                                      |      |
| 1.                        | "Unfaithful" (Album Version)         | 3:48 |
| 2.                        | "Unfaithful" (Tony Moran Radio Edit) | 3:10 |

## Pozycje na listach
| Listy (2006)                                  | Najwyższa pozycja |
| --------------------------------------------- | ----------------- |
| Australia (ARIA)                              | 2                 |
| Austria (Ö3 Austria Top 40)                   | 2                 |
| Belgia (Ultratop Flandria)                    | 3                 |
| Czechy (IFPI)                                 | 3                 |
| Dania (Tracklisten)                           | 3                 |
| Finlandia (Suomen virallinen lista)           | 13                |
| Francja (SNEP)                                | 7                 |
| Holandia (Dutch Top 40)                       | 9                 |
| Irlandia (IRMA)                               | 2                 |
| Kanada (Canadian Hot 100)                     | 1                 |
| Niemcy (Media Control Charts)                 | 2                 |
| Norwegia (VG-lista)                           | 2                 |
| Nowa Zelandia (RIANZ)                         | 4                 |
| Słowacja (IFPI)                               | 5                 |
| Stany Zjednoczone (Billboard Hot 100)         | 6                 |
| Stany Zjednoczone (Hot Dance Club Songs)      | 1                 |
| Świat (World Singles Top 40)                  | 4                 |
| Szwecja (Sverigetopplistan)                   | 6                 |
| Szwajcaria (Media Control AG)                 | 2                 |
| Portugalia (Portugal Singles Top 50)          | 1                 |
| Węgry (Rádiós Top 40)                         | 1                 |
| Węgry (Dance Top 40)                          | 12                |
| Węgry (Single Top 10)                         | 10                |
| Wielka Brytania (The Official Charts Company) | 2                 |
| Włochy (FIMI)                                 | 14                |

| Listy (2010)                                  | Najwyższa pozycja |
| --------------------------------------------- | ----------------- |
| Wielka Brytania (The Official Charts Company) | 31                |

| Listy (2011)                                  | Najwyższa pozycja |
| --------------------------------------------- | ----------------- |
| Wielka Brytania (The Official Charts Company) | 50                |

### Końcowo-roczne i statusy
| Notowanie (2006)                      | Pozycja | Status  |
| ------------------------------------- | ------- | ------- |
| Australia (ARIA)                      | –       | Złoto   |
| Irlandia (IRMA)                       | 14      | –       |
| Niemcy (Media Control Charts)         | 14      | –       |
| Stany Zjednoczone (Billboard Hot 100) | –       | Platyna |